# Al-Madalla (Dżarabulus)
Al-Madalla (arab. المدللة) – wieś w Syrii, w muhafazie Aleppo, w dystrykcie Dżarabulus. W 2004 roku liczyła 223 mieszkańców.